# Campeonato Europeo de Rugby League División B 2009
El Campeonato Europeo de Rugby League División B de 2009 fue la cuarta edición del torneo de segunda división europeo de Rugby League.

## Equipos
- Alemania
- Italia
- República Checa

## Posiciones
| Equipo          | Encuentros | Encuentros | Encuentros | Encuentros | Tantos  | Tantos    | Tantos     | Puntos |
| Equipo          | jugados    | ganados    | empatados  | perdidos   | a favor | en contra | diferencia | Puntos |
| --------------- | ---------- | ---------- | ---------- | ---------- | ------- | --------- | ---------- | ------ |
| Italia          | 2          | 2          | 0          | 0          | 80      | 38        | 42         | 4      |
| República Checa | 2          | 1          | 0          | 1          | 38      | 42        | -4         | 2      |
| Alemania        | 2          | 0          | 0          | 2          | 34      | 72        | -38        | 0      |

### Resultados
| 4 de julio | República Checa | 30 - 4 | Alemania |  |  |

| 11 de julio | Italia | 38 - 8 | República Checa |  |  |

| 18 de julio | Alemania | 30 - 42 | Italia |  |  |

| Bandera de Italia |
| Campeón Italia    |
| Segundo título    |